# Ван Паттен, Дик
Дик Ван Паттен (9 декабря 1928, Куинс, Нью-Йорк — 23 июня 2015, Санта-Моника, Калифорния) — американский актёр, бизнесмен, защитник прав животных , известный прежде всего по главной роли в телевизионной драмеди «Восьми достаточно».

## Биография
Родился в известной творческой семье. Имел итальянские, английские и голландские корни. Начал актёрскую карьеру будучи ребёнком. Снялся более чем в 170 кино- и телепроектах. С 1954 года был женат на актрисе Пэт Ван Паттен (урождённой Пул). У пары было трое детей. Его младшая сестра Джойс на протяжении пяти лет была супругой актёра Мартина Болсама.
С 1993 по 1995 год Дик был официальным комментатором Мировой серии покера.
Скончался от диабетических осложнений.